# 阿加利亚语
阿加利亚语是一种伪造语言，据称由阿加利亚族使用，是恰蒂斯加尔邦北部和中央邦东部的一个社群。虽然在《民族语》中占有一个ISO码位，但Glottolog还是将其评为“虚假”，其存在被著名部落文化学家Verrier Elwin明确否定，最近又被语言学家Felix Rau、Paul Sidwell否定。这主要是出于怀疑各种不同的“阿加利亚部落”与不同方言的混淆。此外，近代以来恒河上游平原并无蒙达语的记录。